# Hospital Infanta Sofía (métro de Madrid)
Hospital Infanta Sofía est une station terminus de la ligne 10 du métro de Madrid. Elle est située sous le passage de l'Europe, à San Sebastián de los Reyes, dans la communauté de Madrid.

## Situation sur le réseau
Établie en souterrain, la station Hospital Infanta Sofía est située sur la ligne 10 du métro de Madrid, dont elle constitue le terminus nord, avant Reyes Católicos.

## Histoire
La station ouvre au service commercial le 26 avril 2007, à l'occasion du prolongement de la ligne 10 du métro vers San Sebastián de los Reyes. Elle porte le nom d'Hospital del Norte jusqu'au 8 mai 2008.

## À proximité
La station dessert l'hôpital Infante Sofía.